# Marijanski otoci
 Ovo je glavno značenje pojma Marijanski otoci. Za druga značenja pogledajte Za otoke Ladrones u Južnokineskom moru, vidi Wanshan Qundao..
Marijanski otoci (ponegdje u hrv. literaturi i kao Marijani) su otočje od 15 vulkanskih otoka u sjeverozapadnom Tihom oceanu. 
Na engleskom jeziku ih se zove Mariana Islands i the Marianas, a do prvih desetljeća 20. stoljeća, nazivalo ih se i imenom Ladrones Islands, prema nazivu na španjolskom,  Islas de los Ladrones (u doslovnom prijevodu: Lopovski otoci).

## Zemljopisni položaj
Nalaze se između 12. i 21. sjeverne usporednice i duž 145. podnevnika, a središte im je oko 16°37' sjeverne zemljopisne širine i 145°37' istočne zemljopisne dužine.

## Zemljopisne osobine
Marijanski otoci predstavljaju južni dio podmorskog planinskog lanca koji izranja u središnjem zapadnom dijelu Tihog oceana. Isti se lanac proteže 2519 km od Guama do Japana.

Zemljopisno, Marijanski otoci su najsjeverniji dio većeg otočja, Mikronezije, koja se nalazi između 13° i 21° sjeverne zemljopisne širine i 144° i 146° istočne zemljopisne dužine.
Zauzimaju ukupnu površinu od 1007 četvornih kilometara
Sastoji se od dviju skupina. 

Sjevernu čini deset glavnih, vulkanskih, otoka, od kojih su samo četiri naseljena: Agrihan, Anatahan, Alamagan i Pagan.

Južnu skupinu čini pet koraljnih  vapnenačkih otoka: (Rota, Guam, Aguijan, Tinian i Saipan), koji su svi naseljeni osim Aguijana.

U sjevernoj skupini, najviši vrh je 824 m visine. Na tim otocima se u vulkanskim grotlima pokazivaju znaci aktivnosti, a potresi nisu rijetki. 

Kod južnih otoka, koraljni grebeni čine obrub njihovim obalama, koje nisu znatno izdignute iznad morske razine.

## Upravna podjela
Upravno su podijeljeni između dviju jedinica:
- Guama, koji je neuključeno područje SAD-a
- Sjevernomarijanskih otoka (uključujući otoke Saipan, Tinian i Rota), koji čine Commonwealth Sjedinjenih Američkih Država.

## Biljni i životinjski svijet
Svi otoci osim otoka Farallona de Medinille i Uracasa (u sjevernoj skupini) su više ili manje šumoviti, biljni pokrov je bujan i sličan onima na Karolinskim otocima i na Filipinima, odakle su donesene brojne biljne vrste. Zahvaljujući vlažnosti tla, niže vrste biljaka (nekada označene znanstvenim nazivom Cryptogamae) su brojne, kao i brojne vrste trava. Kokosove i areca palme, manioka, kava, kakao, slatki krumpir (batata), šećer, pamuk, duhan, yam i biseri su glavni proizvodi, a najviše se uvozi kopra. Obrada zemlje je unatoč tome zanemarena, unatoč brojnim prednostima što ih nude klima i tlo. Većina otoka je obilata vodom.
Životinjski svijet je sličan onome s Karolinskih otoka, iako ne tako brojan i raznolik. Određene vrste su izvorne na obama otočjima. Svinje i goveda se kreću slobodno po divljini, i lovi ih se po potrebi. Goveda su bila poznata vrsta domorodcima od samih početaka ljudske naseljenosti na ovim otocima, a svinje su donijeli kolonizatori Španjolci.

## Klima
Klima je zdrava, unatoč većoj vlažnosti. Vrućinu ublažavaju pasati te je blaža od filipinske. Potonja okolnost je pojačana činjenicom da nema velikih temperaturnih razlika.

## Povijest

### Ime i prvi susreti s kolonizatorima
Prvi Europljanin koji je primijetio ovu otočnu skupinu je bio Portugalac Ferdinand Magellan 6. ožujka 1521., koji je promatrao dva najjužnija otoka i proplovio između njih sa svojom španjolskom ekspedicijom na putu oko svijeta.

Na prvom pristajanju na Umatacu na Guamu, Magellanovi brodovi su se opskrbili potrepštinama od domorodaca Taotaomonasa (predaka plemena Chamorrosa). Općenito se smatra da su domorodci pretpostavljali da se radi o trgovini i da su kao razmjensku robu uzeli jedan od brodića kojim su se Španjolci iskrcali na otok. Nastao je nesporazum. Španjolska posada je mislila da su domorodci njima potrepštine davali besplatno te su ovo uzimanje broda smatrali krađom. Zbog ovog nesporazuma, španjolska je ekspedicija napala domorodce, a otoke obilježila imenom Islas de los Ladrones ("Lopovski otoci"), imenom kojim se pokatkad ove otoke i danas naziva tako, Ladrones. 

Sâm Magellan ih je nazvao Islas de las Velas Latinas ("Otoci latinskog jedra"). 

Od drugih imena koje su pomorci dali ovim otocima su i imena otočje sv. Lazara, Jardines i 'Prazeres.
Španjolska je 1667. formalno položila pravo na njih, uspostavila je ondje redovnu koloniju i dala im je službeno ime Las Marianas u čast španjolske kraljice Marije Austrijske (špa. Mariana), udovice Filipa IV. 

U trenuku uspostave kolonije, otoci su imali od 40 do 60 tisuća stanovnika, no domorodci Chamorrosi su skoro svi izumrli od zaraznih bolestiju koje su donijeli Španjolci.
Domorodačko stanovništvo, koje su španjolski kolonizatori pod imenom Hachamori, izumrlo je u svom nemiješanom obliku, dok su preživjeli oni iz miješanih zajednica.

Kad su Španjolci zauzeli otoke 1668., Chamorrosa je bilo od 40 do 60 tisuća. Za manje od jednog stoljeća poslije, ostalo ih je samo 1800.

Chamorrosi su bili tipični Mikronežani sa stupnjem civilizacije vrijednim razmatranja. 

Na otoku Tinianu se nalaze ostatci građevina koje se pripisiva Chamorrosima. Čine ih dva reda masivnih četvrtastih kamenih stubova , u protegama 142 cm širine i 427 cm visine, s teškim okruglastim kapitelima, zvanim latte kameni.

Prema starim španjolskim zapisima, urne s posmrtnim ostatcima su bile uglavljene u kapitelima.
Istraživanja na području ovog otočja je vršio George Anson (kasniji prvi barun Anson od Sobertona), koji se u kolovozu 1742. iskrcao na Tinian. 

Ladronese su kasnije posjetili John Byron 1765., Samuel Wallis 1767. i Jules Crozet 1772.
Marijansko otočje i posebice otok Guam su bili odmorišna točka za španjolske galeone na putu za Acapulco i Manilu, na konvojima znamim kao Galeon de Manila. 

Marijanski su otoci ostali španjolskom kolonijom pod upravom filipinskog glavnog guvernera do 1898., kada su, kao rezultat španjolsko-američkog rata, Španjolci bili prisiljeni predati Guam SAD-u.
Sporazumom od 12. veljače 1899., preostale otoke iz tog otočja (osim Guama, ali s Karolinskim otočjem i otočjem Palau) je Španjolska prodala Njemačkoj za 837.500 njemačkih zlatnih maraka (oko 4,1 milijun $ u to vrijeme), a prodano područje je uključeno u njemački protektorat Nova Gvineja. U to vrijeme, oko 1900., na njima je živilo 2646 stanovnika, a deset najsjevernijih otoka s aktivnim vuklkanima su bili uglavnom nenaseljeni.
Japan, član Antanta je počeo zaposjedati otoke 1914. Nakon što je Njemačka i ostatak Središnjih sila izgubilo rat, taj bivši njemački posjed je Liga naroda dala Japanu na upravu kao mandatni teritorij. Godine 1935. Japanci su izgradili zračnu luku kraj Aslitoa na južnom kraju Saipana, a malo zatim hidroavionsku bazu na zapadnoj obali i uzletište za lovačke zrakoplove na sjevernom kraju otoka. U doba japanske uprave sva djeca domorodaca morala su najmanje šest godina pohađati japansku školu, a najbistrijim učenicima pružala se mogućnost pohađati mjesnu poljoprivrednu školu. Glavna kultura bila je šećerna trska, a njena proizvodnja povećana je zahvaljujući poticaju japanskog Društva za ekonomski razvoj Južnog mora. Tijekom napada na Pearl Harbour Saipan se doimao kao mali Tokio. Od njegovih više od 30 000 stanovnika tek 4 000 bijahu domoroci Čamoroi. Saipan je dugačak kao njujorški Manhattan, ali dvaput širi. Između oko 500 m visokog brda Tapočana u središtu otoka i brda Marpija na sjevernom kraju pruža se nazubljen greben s tisućama pećina, bezbrojnim malim vrhuncima i vrlo strmim obroncima. Taj dio otoka i polja šećerne trske koja su pokrivala 70% površine bili su idealni za defenzivno ratovanje.
Ovo otočje je bilo poprištem ratnih djelovanja 1944., u Drugom svjetskom ratu, kada su se na ovom području srazile američke i japanske snage.

Amerikancima je ovo otočje bilo značajno kao strateška točka, jer je trebalo poslužiti kao poletišna baza za američke zrakoplove koji bi odatle odlijetali na bombardiranje samog Japana.
Kad se zauzelo otoke Saipan i Tinian, američka vojska ih je koristila, jer je zahvaljujući njihovoj blizini, Japan došao u doseg američkih bombardera.

Tako su i zrakoplovi Enola Gay i Bockscar, koji su bacili atomske bombe na Hirošimu i Nagasaki, poletili na taj svoj zadatak s tinianskog sjevernog uzletišta, North Fielda.

## Crkvena povijest
Apostolska prefektura Marijanski otoci je bila uspostavljena 17. rujna 1902., bulom Quae mari sinico koju je izdao papa Lav XIII. izdvajanjem od filipinske biskupije Cebú.

Dekretom od 18. lipnja 1907., otočje je povjereno franjevcima kapucinima iz Vestfalije, kojima je pripadao prvi apostolski prefekt ove prefekture, vlč. Paul von Kirchhausen (postavljen u kolovozu 1907.; sjedište je imao na Saipanu, na Karolinskom otočju).

Na otocima su postojale dvije javne škole, ali smještaj je bio toliko neodgovarajući da su djeca koja su nazočila nastavi na način da su muška djeca slušala nastavu ujutro, a ženska djeca su pohađala nastavu navečer. Predavalo se na engleskom. Na nastavi se pored uobičajenih elementarnih predmeta, podučavalo u drvodjelstvu .  

Po jedan svećenik je bio smješten na Agati i Guamu, u malim naseljima Agatu i Merizu. Pored crkvi u tim mjestima, bila je crkva na Samayu i nekoliko manjih kapela na planinama. Svećenik iz Agane je svakog mjeseca obilazio koloniju gubavaca, radi slavljenja mise i podjele sakramenata. 

I danas, katolicizam je glavna i jedina religija na ovom otočju.